# Diabulus in Musica
Diabulus in Musica est un groupe de metal symphonique espagnol, originaire de Pampelune et fondé en 2006. Le nom du groupe s'inspire du terme latin paronymique Diabolus in musica signifiant « le diable dans la musique ». Il désigne le triton (ou bien intervalle de la quarte augmentée) dont la discorde était « la pire qu'on puisse imaginer », selon les termes de la chanteuse Zuberoa Aznàrez. 

## Biographie

### Débuts (2006–2010)
Diabulus in Musica est formé par la chanteuse Zuberoa Aznárez en 2006. À l'origine, l'idée de Zuberoa était de pouvoir combiner le metal et la musique classique, deux genres musicaux qu'elle affectionne particulièrement. Les membres se connaissent déjà avant la création du groupe, notamment via la « scène metal locale de Pampelune. » Le claviériste Gorka Elso joue alors déjà dans deux groupes de power metal et le guitariste Adriàn M. Vallejo joue dans l'un d'eux. Zuberoa chante également dans un des groupes. 
Après la séparation des deux groupes, Zuberoa et Gorka invite Adriàn à rejoindre Diabulus in Musica. Le bassiste Jorga Arca viendra compléter la formation. Le batteur Xabier Jareño les rejoindra plus tard pour l'enregistrement de leur premier album.  Après la signature d'un contrat avec Metal Blade Records, le groupe publie son premier album Secrets le 21 mai 2010. 

### Wanderer(2012–2013)
Ils sortent leur deuxième album, Wanderer, le 29 février 2012, mais cette fois-ci sous le label Napalm Records. À la suite de cet album, courant 2012, plusieurs membres quittent le groupe, à savoir le guitariste Adrián M. Vallejo, le batteur Xabier Jareño et le bassiste Alejandro « Alex » Sanz. Leurs remplaçants arrivent courant 2013 : il s'agit de Odei Ochoa à la basse, David Carrica à la batterie et Alexey Kolygin à la guitare. 

### ArgiaetDirge for the Archons(depuis 2014)
Leur troisième album Argia sort le 11 avril 2014. Après la publication de l'album, ils partent en tournée avec Xandria et passent notamment par Dresde, Francfort ou bien Madrid.  Le 16 janvier 2015, ils repartent en tournée, mais cette fois-ci avec Leaves' Eyes et ce jusqu'au 10 novembre, dernière étape de leur tournée à Londres.  Le 27 mai 2016, le groupe annonce sur sa page Facebook avoir entamé l'enregistrement de leur quatrième album, mais sans toutefois donner plus d'informations. Plus de précisions sont dévoilées le 24 août ; le quatrième album s'intitule Dirge for the Archons, et sort le 18 novembre 2016. Le 11 mai 2017, le groupe annonce le départ de leur bassiste Odei Ochoa en raison de l'incompatibilité entre le groupe et de son travail actuel.

## Membres

### Membres actuels
- Zuberoa Aznárez - chant (depuis 2006)
- Gorka Elso - claviers, chant guttural (depuis 2006)
- David Carrica - batterie (depuis 2013)
- Alexey Kolygin - guitare (depuis 2013)

### Anciens membres
- Jorge Arca - basse (2006–2008)
- Adrián M. Vallejo - guitare, chant guttural  (2006–2012)
- Xabier Jareño - batterie  (2009–2012)
- Alejandro « Alex » Sanz - basse  (2010–2012)
- Odei Ochoa - basse (2013-2017)
- Javier de la Casa - basse (2008–2009)